# Cruiser OSR
Le Cruiser OSR est le nom commercial d'un insecticide néonicotinoïde de la firme suisse Syngenta.
Cet insecticide, dont la principale molécule active est le thiaméthoxame, est utilisé pour traiter les champs de colza. 
Après avoir été autorisé en France en mai 2011, il est désormais interdit depuis juin 2012 en raison de son impact néfaste sur les abeilles, provoquant des troubles de leur comportement,,.